# Ōge-shima
Ōge-shima (大毛島) est une île située dans la préfecture de Tokushima, au Japon. Elle forme une partie de la ville de Naruto.

## Géographie

### Situation
Ōge-shima, ou île d'Ōge, est située dans le nord-est de la préfecture de Tokushima, sur l'île de Shikoku, au Japon. Avec Taka-shima et Shimada-jima, île à laquelle elle est reliée par le pont Horikoshi, elle forme la partie nord-est de la ville de Naruto. Elle est rattachée à l'île de Shikoku par le pont Konaruto, et, par le pont Ōnaruto enjambant le détroit de Naruto, à Awaji-shima, une île de la mer intérieure de Seto.

### Démographie
En 1996, la population d'Ōge-shima s'élevait à 2 951 habitants, répartis sur une superficie de 7,06 km2.

### Topographie
Ōge-shima s'étend sur 7,3 km2, 6 km, du nord au sud, et 2 km, d'est en ouest, dans le parc national de la mer intérieure de Seto. L'altitude y varie de 150 à 200 m,.

## Culture locale et patrimoine
Ōge-shima perpétue une tradition de pêche à la daurade et de récolte de wakame, algues comestibles, utilisées dans la cuisine japonaise.